# Vlag van San José (Uruguay)

Vlag van San José (ratio 2:3)

De vlag van San José bestaat uit twee horizontale banen die elk de helft van de vlag innemen; de bovenste is rood en de onderste blauw. Daaroverheen staat de Meizon uit de vlag van Uruguay, omringd door veertig sterren. De vlag werd ontworpen door de kunstenaar Claudius Trinajtich en officieel in gebruik genomen door het departement San José op 20 september 1999.
De kleuren uit de vlag komen overeen met de kleuren in de vlag van José Gervasio Artigas, die ook in het wapen van San José staan. Het blauw staat hier voor de republiek Uruguay, terwijl het rood symbool staat voor het bloed dat in de onafhankelijkheidsstrijd is vergoten. De Meizon verwijst naar de zon die leven geeft en naar de Uruguayaanse vlag. De veertig sterren vertegenwoordigen de veertig oorspronkelijke families uit het Spaanse Maragatería, die de departementale hoofdstad San José de Mayo hebben gesticht.
De vlag wordt aan of voor alle overheidsgebouwen in het departement gehesen.